# دارالکسوه
دارالکسوه الشریفه، که به اختصار دارالکسوه نام دارد، یک کارگاه هنری واقع در قاهره مصر بود که از سال ۱۸۱۷ تا ۱۹۹۷ فعالیت می‌کرد. وظیفه این کارگاه، برای بیش از یک قرن، تولید منسوجات مقدس برای اماکن مقدس اسلامی در مکه و مدینه بود.

از جمله تولیدات این مجموعه، پرده کعبه است. پوشش پارچه‌ای و زینتی که برای کعبه و به صورت ساله تولید و جایگزین پرده قبلی می‌شود. پرده کعبه و سایر منسوجات مقدس، هر ساله برای طی مسیر طولانی از قاهره تا مکه، بار شتران می‌شد و در میان زائران حج، منتقل می‌شد. این کارگاه همچنین منسوجات برای مقاصد سلطنتی و دولتی از جمله لباس نظامی و پلیس تولید می‌کرد. در اوج خود در آغاز قرن بیستم، این کارگاه بیش از ۱۰۰ صنعتگر را برای ساختن منسوجات برای اماکن مقدس استخدام کرده‌بود. مصر هر سال پرده کعبه جدیدی را برای مکه ارسال می‌کرد تا اینکه در سال ۱۹۶۲ میلادی، پرده ارسالی، بدون استفاده بازگردانده شد. از آن پس، منسوجات در کارخانه‌ای اختصاصی در مکه ساخته می‌شد. ساختمان این کارگاه، اکنون یک انبار دولتی در مصر است.

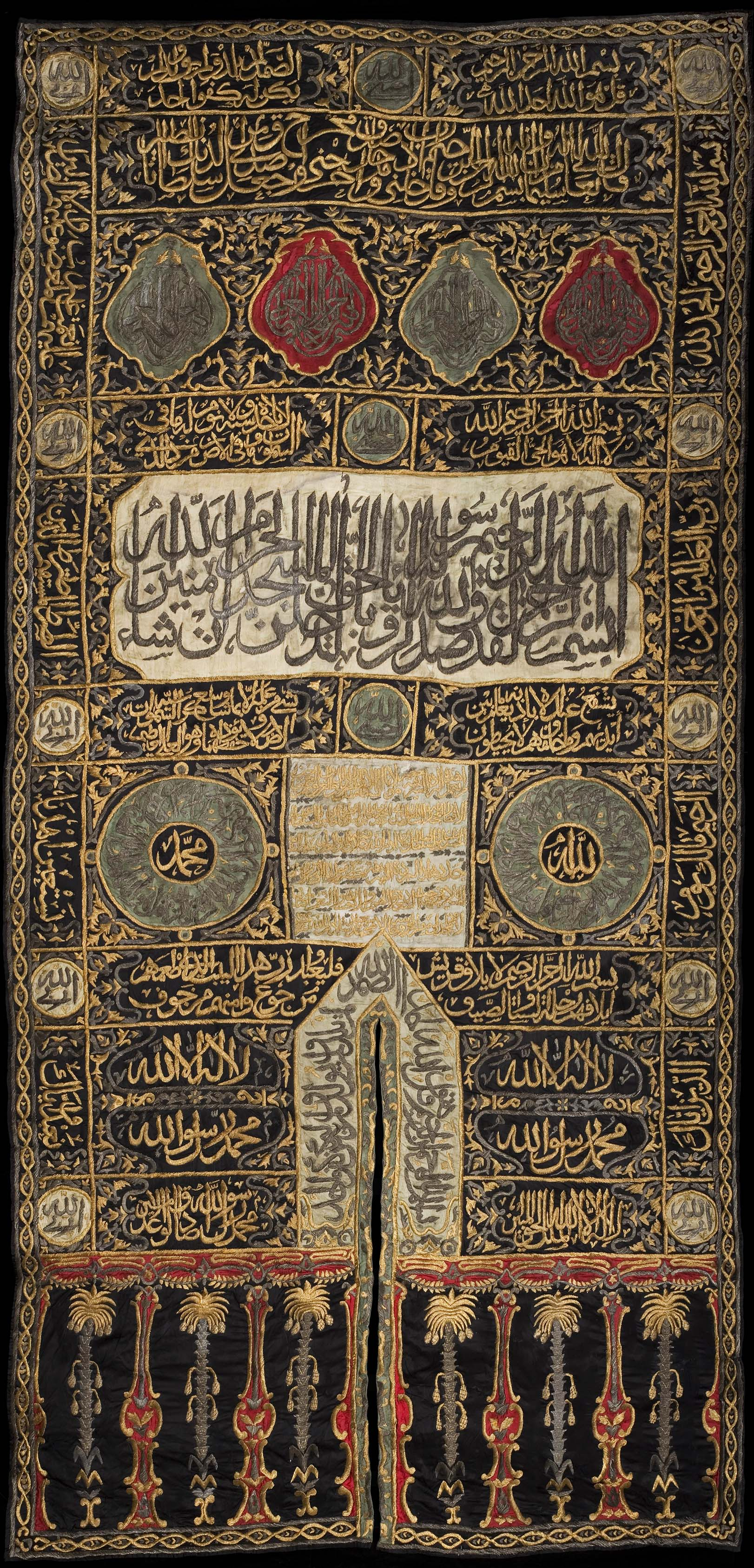
سیتارا، نوعی پارچه تزئینی مورد استفاده در اماکن مذهبی که مربوط به درب کعبه بوده و به سفارش عبدالمجید اول ۱۲۷۲ ه‍.ق ساخته شده‌است.

## پیش زمینه
سنتی دیرینه از ابتدای اسلام در تزئین کعبه با پارچه مصری وجود داشته‌است. از سال ۷۵۰ ه‍.ق مصادف با ۱۳۴۹ میلادی، به بعد، موقوفه‌ای که توسط سلطان مملوک الصالح اسماعیل ایجاد شد، درآمد سه روستای مصر برای تأمین هزینه‌های بافت پوشش جدید کعبه و همین‌طور پوششی بر مقبره پیامبر اسلام مقرر شد. همچنین طی این موقوفه، منبر مسجد النبی، هر پنج سال یکبار تعویض می‌شد. در سال ۱۵۴۰ ه‍. ق، سلیمان یکم، سلطان عثمانی، هفت روستای دیگر را به این موقوفه اضافه کرد. ساخت این منسوجات در طول قرن‌ها در نقاط مختلف مصر انجام می‌شد تا اینکه یک کارگاه اختصاصی برای این کار ایجاد شد.

## تاریخ
کارگاه دار الکسوه، در سال ۱۸۱۷ میلادی، توسط محمدعلی پاشا، حاکم عثمانی مصر تأسیس شد. این کارگاه در خیابان الخورنفش در محله الگامالیه قاهره واقع شده بود. در ابتدا، نام این مجموعه، «وارشت الخرونفش» بود که حدود ۴۰۰۰ صنعتگر را برای ساخت انواع منسوجات در استخدام داشت. پس از آنکه یکی از والیان منطقه، وقف‌نامه ۱۰ روستا که هزینه‌های این کارگاه را تأمین می‌کرد، لغو نمود، هزینه‌های این کارگاه به صورت مستقیم از خزانه‌داری مصر تأمین می‌شد. در دهه ۱۸۸۰ میلادی، بیشتر این مجتمع از کار افتاده بود. بخش باقیمانده را نیز دولت تصرف کرد و به تولید منسوجات برای اماکن مقدس اختصاص داد. پس از آن بود که نام این کارگاه به «مصلحات الکسوه الشریفه» تغیر عنوان داده شد. در سال ۱۹۵۳ میلادی، این کارگاه بخشی از وزارت اوقاف مصر شد و نام آن به «دارالکسوه الشریفه» تغییر یافت.

## محصولات

### منسوجات مقدس اسلام
کعبه مقدس‌ترین مکان در اسلام است. پوشش متمایز آن از تکه‌های نساجی مختلف که از مقدس‌ترین اشیاء هنر اسلامی هستند، مونتاژ شده‌است. پرده کعبه پوشش کلی است و حزام، کمربندی است که حدود دو سوم بالایی پرده را به صورت گرداگرد می‌پوشاند. این پوشش سرتاسری را برقع نیز می‌گویند. طرح‌های اولیه حزام و سیتارا از قرن شانزدهم تا به امروز به ندرت تغییر کرده‌است، اگرچه طرح‌های رنگی و جزئیات گلدوزی، سال به سال تغییر می‌کند؛ به طوری که دو سیتارا، هیچگاه شبیه به هم نیستند. کتیبه‌های این پرده، ابتدا بر روی کاغذ خوشنویسی و سپس با نخ‌های طلا و نقره، گلدوزی می‌شود. متن کتیبه‌ها شامل آیاتی از قرآن و دعاهای اسلامی است. همچنین نام حاکمانی که این منسوجات به دستور آنها تهیه شده‌است نیز بر آنها نقش می‌بندند.
از دیگر منسوجات مقدس تولید شده در این کارگاه، می‌توان به پرده سیتارا برای منبر مسجد النبی و درب ورودی کعبه و همین‌طور کیسه ابریشمی برای کلید کعبه اشاره کرد. مقام ابراهیم، سنگ مربع کوچکی در نزدیکی کعبه است که بر اساس روایات اسلامی، رد پای ابراهیم بر آن است. این سنگ در گذشته در بنایی به نام «مقصورات ابراهیم» قرار داشت. تا سال ۱۹۴۰ میلادی، پوشش مقام ابراهیم و پارچه‌ مقصورات ابراهیم مرتباً توسط دارالکسوه جایگزین می‌شد.

ساخت این منسوجات به حدود هزار متر ابریشم، نخ‌های طلا و نقره و همین‌طور پنبه و کتان نیاز داشت. رویه‌های سختگیرانه‌ای برای پیگیری و نظارت بر اقلام وارد شده به کارگاه وجود داشت. از جمله این که مواد ورودی و منسوجات نهایی  وزن می‌شد. دارالکسوه همچنین همراه با منسوجات، طناب‌هایی برای نسب پرده به دیواره‌های کعبه و مقداری ابریشم یدک برای تعمیرات احتمالی پرده به مکه می‌فرستاد. این منسوجات هر سال همراه با کاروان حج و با استفاده از شتران به مکه فرستاده می‌شد. به همین خاطر، بخشی از بنای دارالکسوه به عنوان اصطبل برای شتران اختصاص داده شده‌بود. قبل از آغاز سفر کاروان، شتری که حامل پرده کعبه بود، می‌بایست با پارچه‌های رنگارنگ تزئین می‌شد و در قاهره رژه می‌رفت. تا سال ۱۹۵۳ میلادی، کاروان زیارتی عازم از قاهره، دارای محمل‌هایی بوده‌اند که بستری تشریفاتی برای مسافران محسوب می‌شد. وظیفه تهیه پوشش‌های محمل‌ها بر عهده دارالکسوه بود.

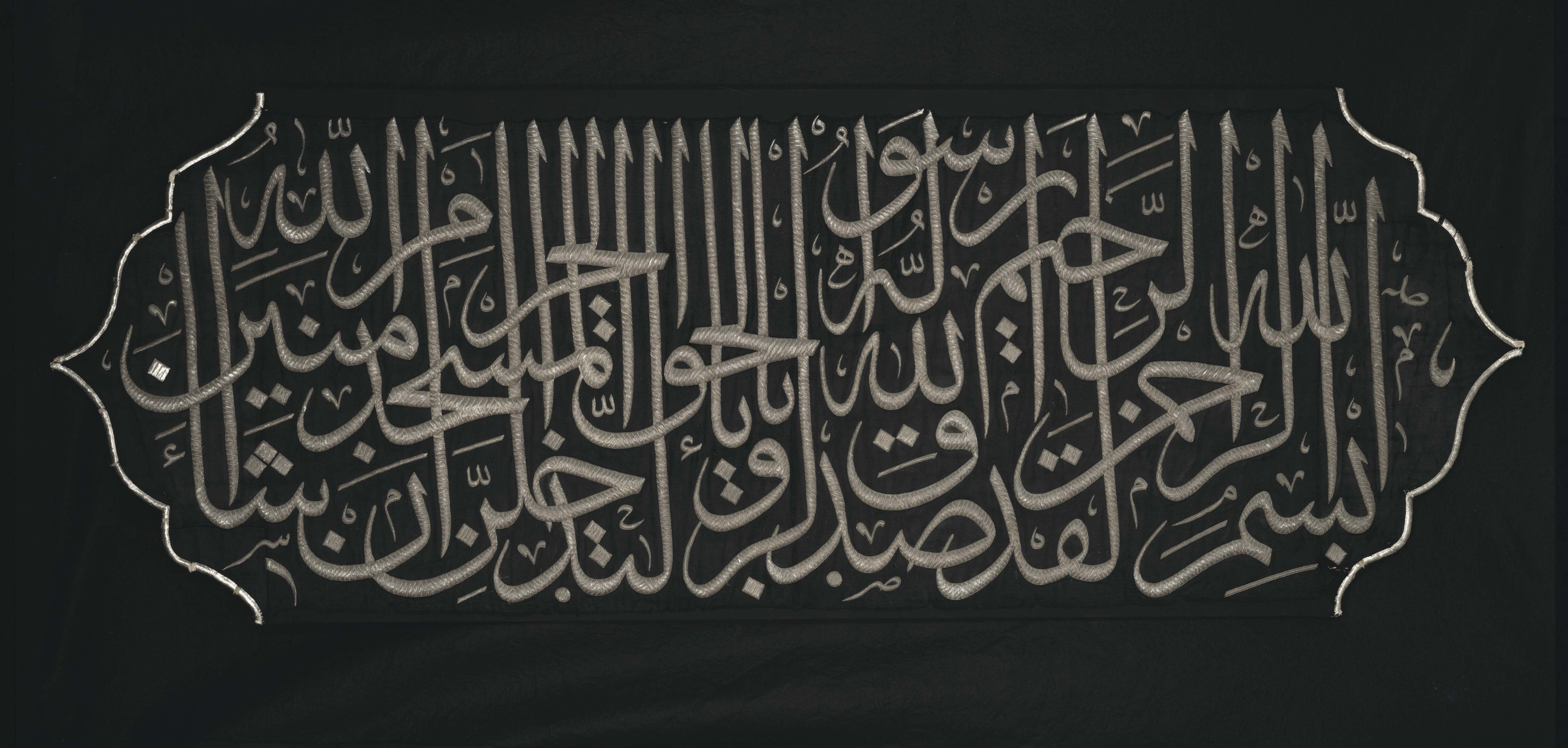
تابلویی از سیتارا برای درب کعبه، قرن ۱۹ میلادی
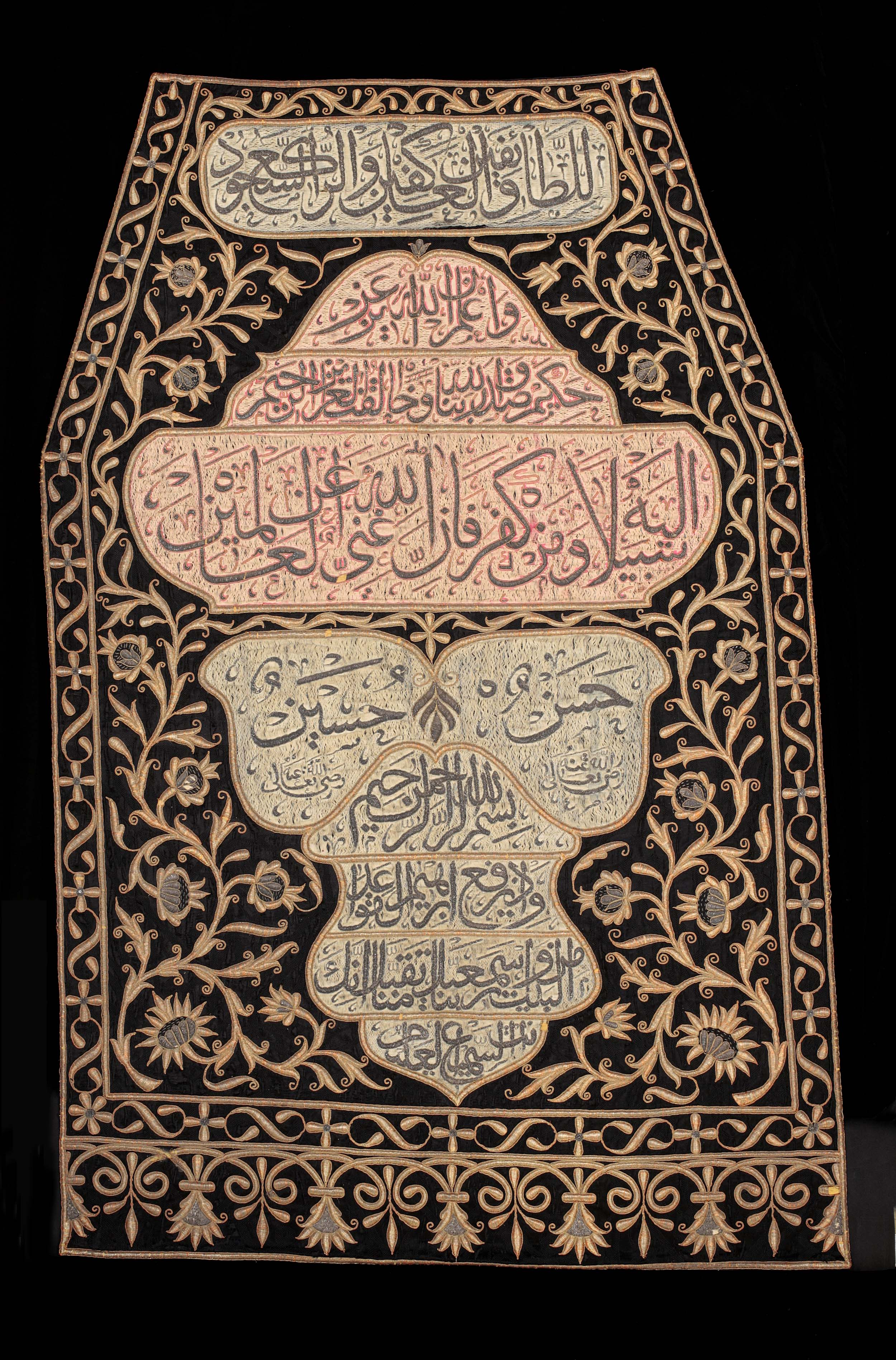
بخشی از پرده مقام ابراهیم، متعلق به اواخر قرن ۱۹ میلادی
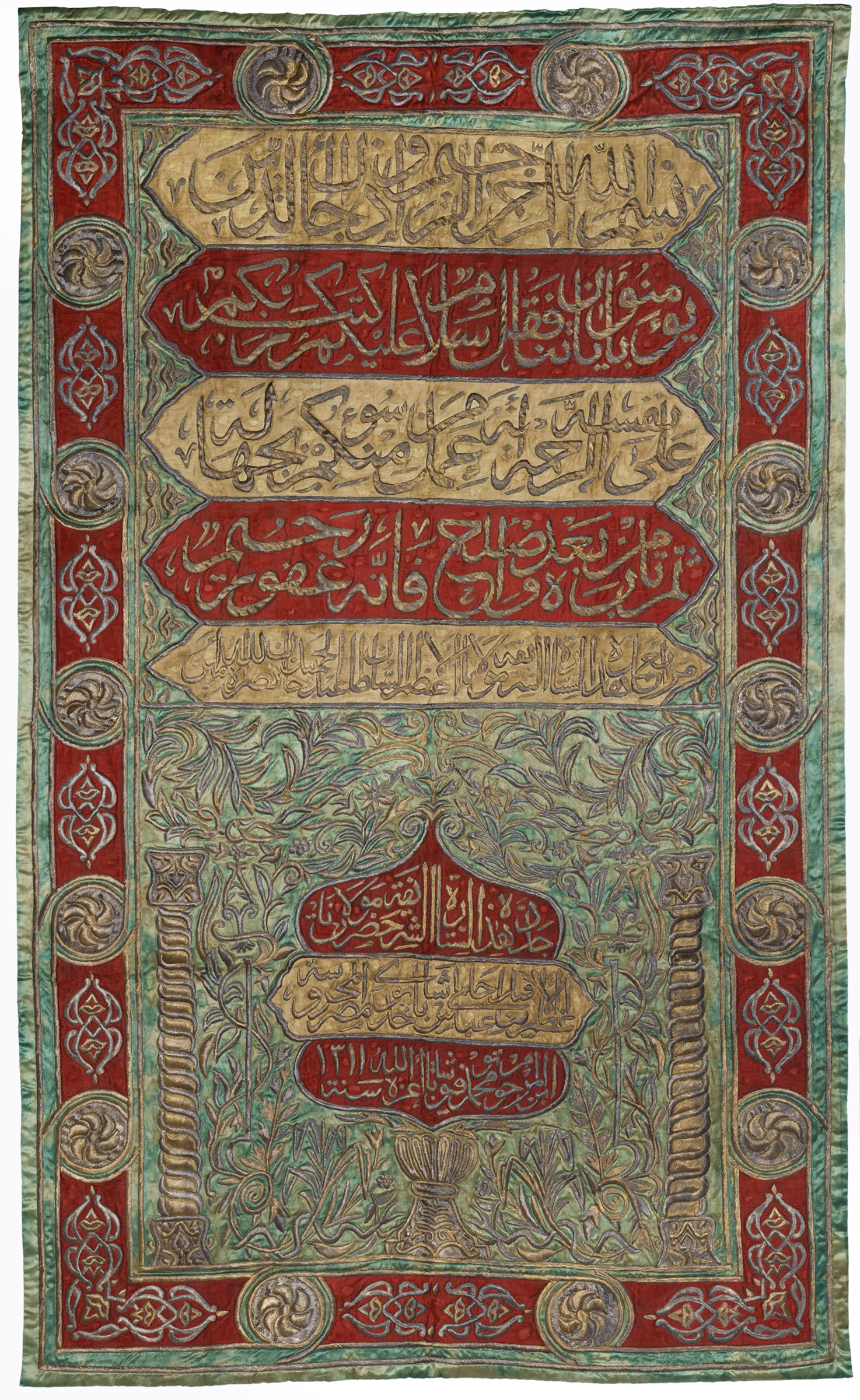
پرده درب ورودی کعبه، متعلق به ۱۳۱۱ ه.ق
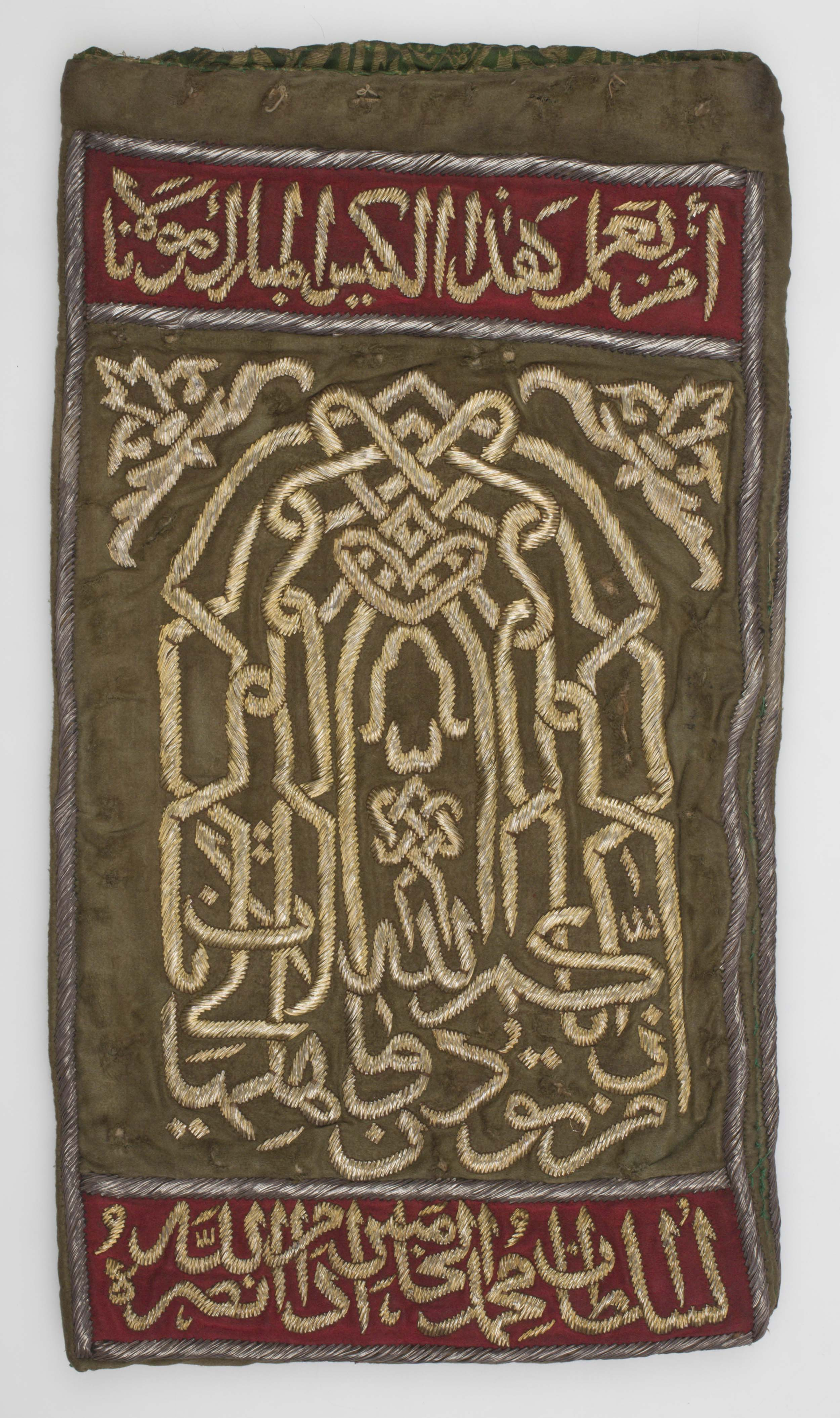
کیسه کلید کعبه متعلق به ۱۳۲۷ ه.ق

### منسوجات دیگر
این کارگاه همچنین لباس‌های فرم درجه‌داری را برای نیروهای ارتش و پلیس و همچنین لباس‌های مخصوص درجات بیگ و پاشا را برای نیروهای حکومتی تهیه می‌کرد. این کارگاه همچنین گلدوزی‌های خاصی را برای مشتریان سلطنتی می‌ساخت. از جمله لباس‌های طراحی شده در این کارگاه، لباسی برای ملکه نازلی مصر و پرده‌ای برای دختر سلطان برونئی بوده‌است.

## کارگران
در آغاز قرن بیستم، این کارگاه بیش از ۱۰۰ صنعتگر، از جمله ۴۷ گلدوز را استخدام کرد. طبق متن باقیمانده از قرارداد کارگران، آنها باید شش روز در هفته، به استثنای تعطیلات رسمی و مذهبی، در این کارگاه کار کنند. کار آن‌ها با برنامه‌ها و زمان‌بندی‌های سخت‌گیرانه تعریف می‌شد و برای انحراف از این برنامه، جریمه‌های چون عدم پرداخت حقوق در نظر گرفته شده بود. در میان کارگران این مجموعه، خوشنویسان ماهری همچون عبدالله زهدی حضور داشتند که وظیفه طراحی و خوشنویسی برای کتیبه‌های پرده کعبه و مسجدالنبی را برعهده داشتند. مصطفی الحریری، شاگرد زهدی؛ و مصطفی غزلان، خطاط فواد اول از دیگر کارگران این مجموعه به‌شمار رفته‌اند. این کارگاه از بخش‌های مختلفی برای نظم در کارکرد برخوردار بود و هر مجموعه، به صورت مستقل مسئول و ریاست داشته‌است. بخش‌های ریسندگی، رنگرزی نخ، بافتن نخ، تذهیب‌کاری، خطاطی و گلدوزی، بخش‌های مختلف این کارگاه بوده‌اند.
بر اساس مصاحبه یکی از بازماندگان کارخانه که در سال ۲۰۲۱ منتشر شده‌است، صنعتگران در دهه ۱۹۲۰ میلادی، قبل از شروع کار بر روی پرده کعبه، خود را با آیین‌های معنوی برای این کار آماده می‌کردند.

## جوایز
این کارگاه نمونه‌هایی از آثار خود را به نمایشگاه‌های داخلی و بین‌المللی ارسال کرد و موفق به کسب جایزه‌هایی شد. در نمایشگاه کشاورزی و صنعتی قاهره، در سال ۱۹۲۶ میلادی مدال طلا و گواهی شایستگی و در سال ۱۹۳۱ میلادی جایزهٔ مقام اول را از آن خود کرد. در نمایشگاه ۱۹۳۰ در لیژ و نمایشگاه بین‌المللی هنرها و تکنیک‌ها سال ۱۹۳۷ که در پاریس برگزار شد نیز این مجموعه توانست برنده جایزه مقام اول این نمایشگاه بشود.

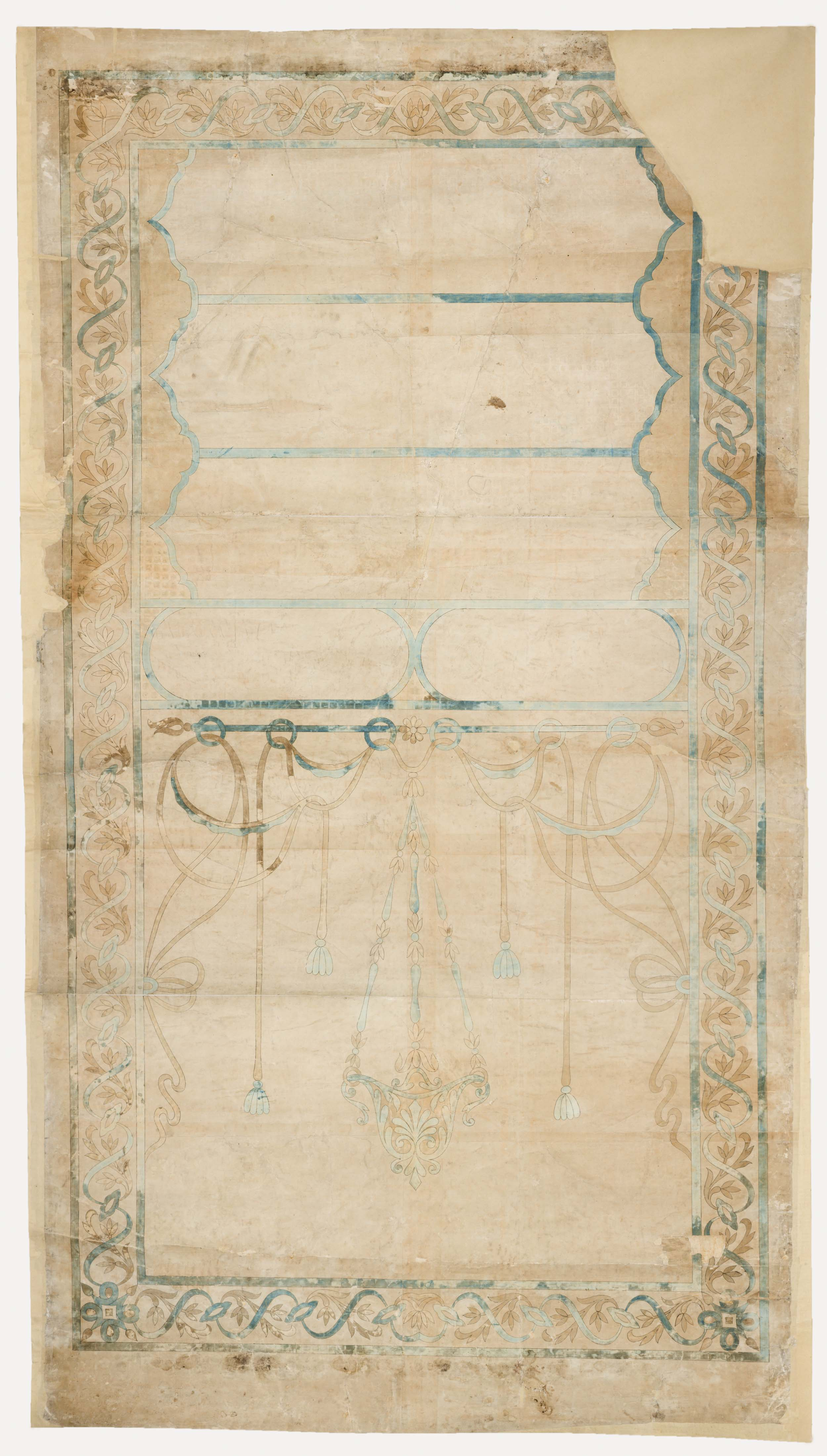
الگوی کاغذی برای پرده منبر حرم مکه

## تعطیلی و میراث
در دهه ۱۹۲۰ میلادی، ملک عبدالعزیز، پادشاه عربستان، یک کارخانه نساجی در مکه افتتاح کرد. در سال ۱۹۲۷ میلادی، برای اولین بار از پرده‌ای که مستقیماً در عربستان سعودی تولید می‌شد، استفاده گردید. برای یک دوره ده ساله، تا سال ۱۹۳۶ میلادی، پرده کعبه به جای قاهره در مکه تولید می‌شد. در سال ۱۹۶۲ میلادی، به دلیل تنش‌های سیاسی بین مصر — که در آن زمان جمهوری عربی متحده نامیده می‌شد — و عربستان سعودی، موسوم به جنگ داخلی یمن شمالی، مقامات سعودی پرده ارسالی از جانب قاهره را رد کردند و آن را به مصر بازگرداندند. از زمان پایان این رابطه در سال ۱۹۶۲، کارخانه مکه محل تولید منسوجات مقدس با استفاده از ترکیبی از صنایع دستی سنتی و فناوری مدرن دیجیتال بوده‌است. در دهه‌های بعد، دارالکسوه بر روی تابلوهای تزئینی و کتیبه‌های دیگر مساجد متمرکز شد. نیروی کار در این کارگاه، به مرور زمان پیر شدند و از جانب مسئولان کارگاه، جایگزین نشدند، بنابراین تعداد کارکنان به تعداد انگشت شماری کاهش یافت. در نهایت دارالکسوه رسماً در سال ۱۹۹۷ میلادی بسته شد. ساختمانی که آن را در خود جای داده بود، اکنون فضای ذخیره‌سازی وزارت اوقاف مصر است و از سال ۲۰۱۷، ویران شده‌است.
مجموعه حج و هنرهای زیارتی خلیلی، شامل برخی از منسوجات تولیدی این کارگاه و همچنین مواد به کار رفته در تولید آنها و اسناد آرشیوی این مجموعه است. این مواد شامل شابلون‌های کاغذی است که به عنوان الگوی گلدوزی به کار می‌رفته‌است. ابزار و کلاف نخ‌های نقره از دیگر وسائل باقی‌مانده از این مجموعه است.